# Ruspidge e Soudley
Ruspidge e Soudley é uma paróquia de Forest of Dean, no condado de Gloucestershire, na Inglaterra, constituída pelas aldeias de Ruspidge e Soudley. De acordo com o Censo de 2011, tinha 2472 habitantes. Tem uma área de 14,85 km².